# Karabin maszynowy ZB vz. 37
ZB vz. 37 (oznaczenie fabryczne ZB-53) – czechosłowacki ciężki karabin maszynowy. Przed II wojną światową wprowadzony do uzbrojenia armii Czechosłowacji i Rumunii. Produkowany licencyjnie w Wielkiej Brytanii jako Besa (w wersji czołgowego karabinu maszynowego). Po zajęciu Czechosłowacji przez III Rzeszę wprowadzony także do uzbrojenia Wehrmachtu pod oznaczeniem MG37(t).
ZB vz. 37 był bronią o stosunkowo niskiej niezawodności. Podstawową przyczyną zacięć był skomplikowany mechanizm służący do zmiany szybkostrzelności teoretycznej.